# Bounty Day

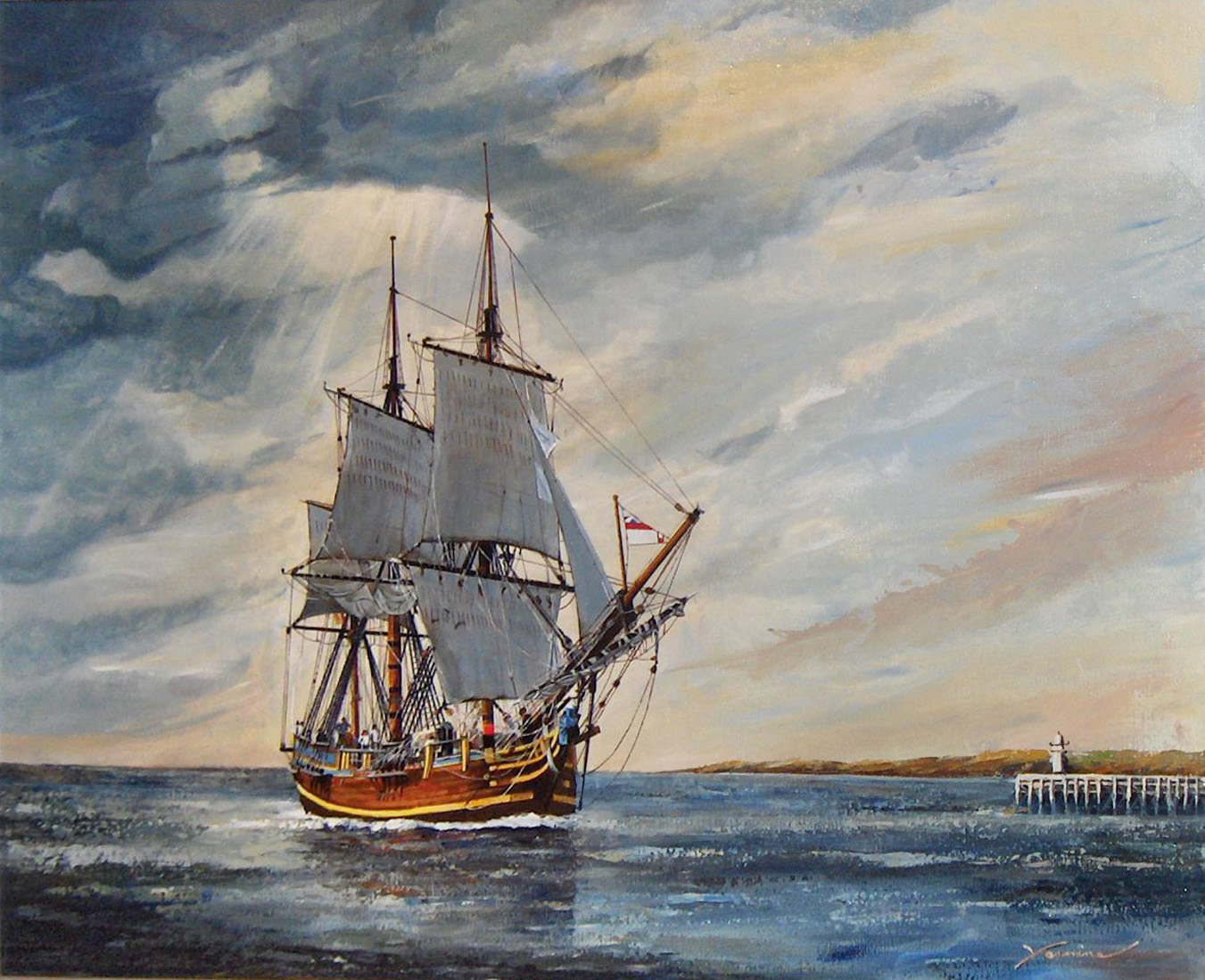
HMAV Bounty, podle níž byl svátek pojmenován (2009)

Bounty Day je svátek, který slaví obyvatelé Pitcairnova ostrova a ostrova Norfolk, kteří pochází původem z Pitcairnu. Slaví se 23. ledna na Pitcairnu a 8. června na Norfolku a je pojmenovaný podle HMAV Bounty.

## Význam a oslavy
Na Pitcairnově ostrově Bounty Day připomíná památku, kdy vzbouřenci z Bounty loď zapálili. Ostrované na památku toho staví repliky lodě, které posléze zapálí a dále tráví den odpočinkem.
I na Norfolku se národní svátek rovněž jmenuje Bounty Day, ačkoliv samotná Bounty na tomto ostrově nikdy nebyla a ani datum 8. června s ní nemá nic společného. Norfolčané si 8. června připomínají výročí svého příjezdu z Pitcairnova ostrova roku 1856 na Norfolk, který dostali od královny Viktorie jako svůj nový domov. Ostrované se každoročně oblékají do tradičních kostýmů, aby si znovu připomněli původní osadníky, scházejí se rodiny a hrají tradiční sporty.